# ATC-kod G02: Övriga medel för gynekologiskt bruk
ATC-kod G02: Övriga medel för gynekologiskt bruk är en del av klassificeringssystemet ATC (Anatomical Therapeutic Chemical Classification System) för läkemedel och vissa andra medicinska produkter. ATC utvecklas av WHO och består av alfanumeriska koder indelade i grupper utifrån anatomi, medicinsk funktion och läkemedelstyp på 5 olika kodnivåer. Denna sida utgör innehållet i en specifik grupp på nivå 2.

## G02AUteruskontraherandemedel

### G02ABMjöldrygealkaloider
G02AB01 Metylergometrin
G02AB02 Mjöldrygealkaloider
G02AB03 Ergometrin

### G02ACMjöldrygealkaloiderochoxytocin, inkl analoger, i kombination
G02AC01 Metylergometrin och oxytocin

### G02ADProstaglandiner
G02AD01 Dinoprost
G02AD02 Dinoproston
G02AD03 Gemeprost
G02AD04 Karboprost
G02AD05 Sulproston

### G02AX Övriga uteruskontraherande medel
Inga undergrupper.

## G02BAntikonceptionella medelför lokalt bruk

### G02BA Antikonceptionella medel förintrauterintbruk
G02BA01 Plastiskt intrauterint preventivmedel
G02BA02 Plastiskt intrauterint preventivmedel med koppar
G02BA03 Plastiskt intrauterint preventivmedel med progesteron

### G02BB Antikonceptionella medel förvaginaltbruk
G02BB01 Vaginalring med gestagen och östrogen

## G02C Övriga medel igynekologiskpraxis

### G02CAUterusrelaxerandemedel
G02CA01 Ritodrin
G02CA02 Bufenin
G02CA03 Fenoterol

### G02CBProlaktinhämmare
G02CB01 Bromokriptin
G02CB02 Lisurid
G02CB03 Kabergolin
G02CB04 Kinagolid
G02CB05 Metergolin

### G02CCAntiinflammatoriskamedel förvaginaladministrering
G02CC01 Ibuprofen
G02CC02 Naproxen
G02CC03 Benzydamin
G02CC04 Flunoxaprofen

### G02CX Övriga medel i gynekologisk praxis
G02CX01 Atosiban

### Engelska
- WHO Collaborating Centre for Drug Statistics Methodology - ATC Index
- WHO Collaborating Centre for Drug Statistics Methodology - ATCvet Index

### Svenska
- SIL online
- FASS.se - ATC
- FASS.se - Veterinär-ATC
- Sök läkemedelsfakta - Läkemedelsverket
- Socialstyrelsen : Klassifikationer
- Nationellt produktregister för läkemedel - NPL